# Cupa kalawitana
Cupa kalawitana är en spindelart som beskrevs av Alberto Barrion och James A. Litsinger 1995. Cupa kalawitana ingår i släktet Cupa och familjen krabbspindlar.
Artens utbredningsområde är Filippinerna. Inga underarter finns listade i Catalogue of Life.